# 周大新
周 大新（しゅう・だいしん、1952年—）は、中華人民共和国の軍人、小説家。筆名は普度。代表作に小説『湖光山色』。中国共産党党員。政府から中国国家一級作家に認定されている。国務院からの特別政府手当てを受けている。中国作家協会会員。中国人民解放軍総后勤部政治部の創作室主任。中国作家協会第五回、第六回全国委員会委員。

## 略歴
1952年、河南省鄧州市構林鎮に生まれた。
1970年12月、中国人民解放軍に入隊。戦士、副班長、排長、副指導員、師政治部宣伝科干事、済南軍区宣伝部干事を歴任する。
1979年3月、処女作『前方来信』を発表。
1983年、中国人民解放軍西安政治学院を学んだあと、魯迅文学院に進学。
1988年に中国作家協会に加入し会員となりました。
1996年、中国作家協会第五回全国委員会委員に当選。
2008年、『湖光山色』が第七回茅盾文学賞を受賞。

## 作品

### 長篇小説
- 『走出盆地』、百花文芸出版社、1990年
- 『第二十幕』（上中下）、人民文学出版社、1998年
- 『21大廈』、 昆侖出版社、2001年
- 『戦争伝説』、長江文芸出版社、2003年
- 『曲終人在』、人民文学出版社、2015年

### 中短篇小説
- 『漢家女』、 長江文芸出版社、1988年
- 『走廊』、 昆侖出版社、1988年
- 『蝴蝶鎮紀事』、黄河出版社、1989年
- 『周大新小説選』、中国文学出版社、1993年
- 『捧給你們的都是愛』、黄河出版社、1993年
- 『左朱雀右白虎』、北京師範大学出版社、1993年
- 『香魂女』、台灣洪範書店、1993年
- 『紅桑椹』、華芸出版社、1993年
- 『女人不是水』、済南出版社、1993年
- 『銀飾』、中国文学出版社、1994年
- 『瓦解』、長江文芸出版社、1996年
- 『平安世界』、明天出版社、1996年
- 『伏牛』、百花文芸出版社、1997年
- 『紫霧』、北京出版社、1998年
- 『周大新小説自選集』、河南文芸出版社、1998年
- 『明天進入夏季』、山東文芸出版社、1998年
- 『同赴七月』、作家出版社、2000年

### 散文
- 『沒有繡花的手帕』、 黄河出版社、1994年
- 『村邊水塘』、文心出版社、1996年
- 『世紀遺産清單』、 百花文芸出版社、1999年
- 『去看戦場』、解放軍文芸出版社、2001年

## 受賞
短篇小説『漢家女』、1985-1986年度全国優秀短篇小説賞。
短篇小説『小診所』、1987-1988年度全国優秀短篇小説賞。
中篇小説『向上的臺階』、『十月』優秀作品賞、『小説月報』第六回百花賞、『中篇小説選刊』優秀作品賞。
中篇小説『舊道』、『時代文学』優秀作品賞。
中篇小説『軍界謀士』、『長城』優秀作品賞。
長篇小説『第二十幕』、第三回人民文学賞、解放軍新作品賞一等賞。
長篇小説『21大廈』、解放軍新作品一等賞。
2002年、馮牧文学賞、冰心攝影文学賞。
2008年、『湖光山色』、第七回茅盾文学賞。